# National Association Opposed to Woman Suffrage

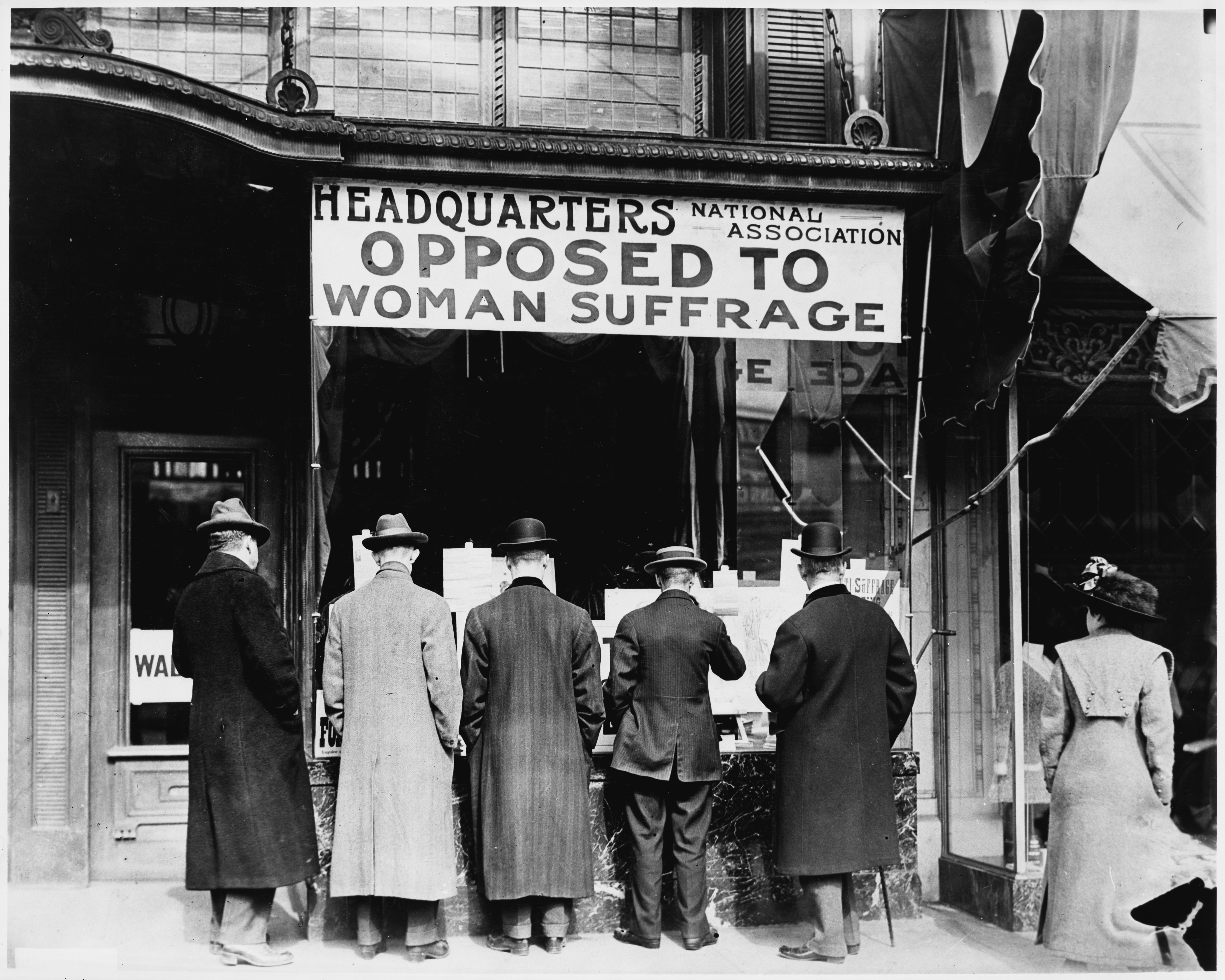
Headquarters of the National Association Opposed to Woman Suffrage in New York City

National Association Opposed to Woman Suffrage (NAOWS), var en amerikansk kvinnoorganisation, grundad 1911.   NAOWS grundades av konservativa kvinnor med syftet att motverka införandet av kvinnlig rösträtt, en fråga som då drevs intensivt av rösträttsrörelsen. 

## Historik
Anti-suffragism hade förekommit från rösträttsrörelsens början och 1895 hade dess första förening bildats i form av Massachusetts Association Opposed to the Further Extension of Suffrage to Women (MAOFESW). NAOWS kom dock att bli den största och mest inflytelserika av dessa rörelser i USA, och lokalföreningar organiserade sig ett flertal delstater, bland dem Texas, Virginia, South Dakota och Delaware. Det var främst verksam i nordöstra USA. 
Organisationens medlemmar bestod till större delen av kvinnor ur den konservativa överklassen. NAOWS var verksam på samma sätt som rösträttsrörelsen, genom tal, informationskampanjer och uppvaktning av myndighetspersoner. 
De kvinnliga konservativa medlemmarna framförde samma argument som ofta framfördes av manliga motståndare till kvinnlig rösträtt. De menade att kvinnors rätt att rösta och delta direkt och formellt i politiken var emot religionen, mot de naturliga könsskillnaderna som gav könen olika roller i samhället; att kvinnors deltagande i politiken skulle förstöra könsrollerna och därmed familjelivet; och att kvinnor redan var representerade av sina män. 
Föreningens medlemmar ansåg inte att jämlikhet mellan könen var något positivt, utan att detta snarare skulle vara nedvärderande för kvinnor, då de ansåg att könens olika roller i samhället inte nedvärderade kvinnor utan gav de två könen olika men likvärdiga roller. De ansåg att kvinnor som röstade och valdes till politiska ämbeten skulle förlora sin femininitet genom att inta vad de såg som en "manlig roll", och därmed förnedra sig själva.
Kvinnor fick rösträtt i USA 1920. NAOWS upplöstes och en del av dess medlemmar formade Woman Patriot Corporation (WPC), en konservativ antifeministisk organisation som verkade mot spridningen av feminismen. 